# Chin Lim
Chin Wei „Webster“ Lim (* 6. November 1992) ist ein professioneller malaysischer Pokerspieler.
Lim hat sich mit Poker bei Live-Turnieren mehr als 13,5 Millionen US-Dollar erspielt. Er gewann 2019 ein Bracelet beim Diamond High Roller der World Series of Poker Europe.

## Pokerkarriere

### Werdegang
Seine ersten Live-Preisgelder gewann Lim ab 2014 ausschließlich bei Live-Pokerturnieren der Variante No Limit Hold’em in Macau. Ende August 2018 wurde er bei einem Side-Event der European Poker Tour (EPT) in Barcelona Fünfter und erhielt 175.600 Euro. Anfang August 2019 belegte Lim beim Triton Million for Charity in London, dem mit einem Buy-in von einer Million Pfund bisher teuersten Pokerturnier weltweit, den mit umgerechnet mehr als 1,3 Millionen US-Dollar dotierten elften Platz. Anschließend erreichte er an gleicher Stelle bei zwei Turnieren der Triton Poker Series den Finaltisch und sicherte sich Preisgelder von umgerechnet rund 560.000 US-Dollar. Ende August 2019 saß Lim bei der EPT in Barcelona ebenfalls an zwei Finaltischen, für die er knapp 620.000 Euro erhielt. Im Oktober 2019 landete er beim 250.000 Euro teuren Super High Roller der World Series of Poker Europe im King’s Resort in Rozvadov auf dem zweiten Rang, der mit über 1,7 Millionen Euro bezahlt wurde. Eine Woche später setzte sich Lim beim Diamond High Roller der Serie durch und sicherte sich ein Bracelet sowie eine Siegprämie von mehr als 2,1 Millionen Euro. Im März 2020 belegte er beim sechsten Event der partypoker Live Millions Super High Roller Series in Sotschi den dritten Platz und erhielt 672.000 US-Dollar. Bei der Triton Series in Madrid gewann der Malaysier im Mai 2022 ein Turnier mit einer Siegprämie von 855.000 Euro und durchbrach damit die Marke von 10 Millionen US-Dollar an kumulierten Turnierpreisgeldern. In Hội An siegte er Anfang März 2023 beim Auftaktevent der Triton Series mit einem Hauptpreis von 965.000 US-Dollar. Auch Anfang November 2023 in Monte-Carlo entschied Lim ein Event der Turnierserie für sich und wurde aufgrund eines Deals mit Hing Chow mit rund 900.000 US-Dollar prämiert.

### Preisgeldübersicht
| Jahr   | Preisgeld (in $) | Turniersiege |
| ------ | ---------------- | ------------ |
| 2014   | 1.792            | 0            |
| 2015   | 26.887           | 0            |
| 2016   | 24.653           | 0            |
| 2017   | 170.734          | 0            |
| 2018   | 470.321          | 0            |
| 2019   | 7.746.545        | 2            |
| 2020   | 715.500          | 0            |
| 2021   | 0                | 0            |
| 2022   | 1.465.438        | 2            |
| 2023   | 3.152.782        | 3            |
| gesamt | 13.774.652       | 7            |